# Blumio
Blumio（ブルーミオ、本名：國吉史生〈くによし ふみお〉、1985年2月16日 - ）は、ドイツのラッパー。2016年以降、活動の拠点を日本に移している。2014年にはドイツで最も長い歴史と豊かな伝統を誇るオーケストラ「デュッセルドルフ交響楽団」と生演奏のコラボレーションも行っている。

## バイオグラフィー
- ドイツで最も日本人が多く住むデュッセルドルフで1985年、日本人の両親の間に生まれる。
- 幼少期から日本人として多くの偏見や差別を経験している。現在は日本人を指す差別語「ヤプセ」をあえて自称し、差別語の背景にある偏見をはね返したいと考え活動している。
- 13歳から親に隠れ、ラップを始める。その頃から自作のラップを数々披露している。特にアメリカのラッパー、アイス-Tからの影響が強いと言われている。その後、数々のラップバトルに挑み、それに目を付けたプロデューサーのDone Toneがデュッセルドルフのレーベルにスカウトする。
- 2007年、Meine Lieblingsrapper（俺のお気に入りのラッパー）と言う曲でデビューし、曲の中ではラッパー12人の特徴をまね、抜きんでた技術が話題になった。
- 2008年には彼の友達Habeshaとアルバム、Rush Hourを発表する。このころ、信頼していたマネージャーが資金を奪って消えた。
- 2009年に発表したシングル、"Hey Mr. Nazi"はラッパーたちが敵視してきたネオ・ナチとの対話を試みたヒップホップ界史上初の作品であり、活動拠点のドイツで大きな反響を得た。"Hey Mr. Nazi"ミュージック・ビデオはYouTubeで2009年の6月から現時点にかけて1700万回以上の再生を記録している。現時点までに国内ツアーを４回挙行している。
- 2009年、Blumioとしての1stアルバム「Yellow Album」をリリース。
- 2010年、9月に2ndアルバム「Tokio bordell」をリリース。（日本語曲も含まれる）
- 2012年、3rdアルバム「DREI」をリリース。
- 2014年、デュッセルドルフ・シンフォニックオーケストラと共に、ラップとクラシックを融合させたライブをデュッセルドルフ、トーンハレにて実現。[3]
- 2015年、4thアルバム「Blumiologie」をリリース。
- 2017年、日本では初のミュージックビデオ「UNIQLO」を公開。
- 2024年、ゲーム『ストリートファイター6』でエドのテーマ曲『König oder Feigling』を担当[4]。

## ディスコグラフィー

### アルバム
- I Love Deutschrap (Mix CD) / 2004
- Rush Hour (feat. Habesha) / 2008
- Yellow Album / 2009
- Tokio bordell / 2010
- Yellow Album Reloaded / 2011
- DREI / 2012
- Blumiologie / 2015

### シングル
- Meine Lieblingsrapper (maxi-single) / 2007
- Rosenkrieg (featuring Zemine) / 2009
- Antigewaltsong / 2009
- Hey Mr. Nazi / 2009
- H.D.G.D.L / 2009
- Intro / 2009
- Lass mal über Haie Reden /2010

### 日本でのミュージックビデオ
- UNIQLO / 2017